# Johannes Nagler
Johannes Nagler (* 22. Februar 1876 in Reichenbach im Vogtland; † 27. Dezember 1951 in Ballenstedt) war ein deutscher Rechtswissenschaftler und Hochschullehrer.

## Leben und Werk
Nagler studierte von 1894 bis zu seinem Ersten Juristischen Staatsexamen 1897 Rechtswissenschaften an der Universität Leipzig. Nach seinem Zweiten Staatsexamen 1901 wurde er zum Assessor und Hilfsrichter am Landgericht Leipzig ernannt. 1903 habilitierte Nagler sich in Leipzig bei Karl Binding und erhielt die Venia legendi für die Fächer Strafrecht und Strafprozessrecht. Seit 1906 war er ordentlicher Professor für Strafrecht, Strafprozeßrecht und Internationales Recht an der Universität Basel. 1913 wechselte er auf den Lehrstuhl für Straf- und Strafprozeßrecht, Zivilprozeßrecht und Allgemeine Rechtslehre an die Universität Freiburg im Breisgau. 1928 nahm er einen Ruf der Universität Breslau auf den Lehrstuhl für Straf- und Strafprozeßrecht, Zivilprozeßrecht und Kirchenrecht an, den er bis 1945 innehatte. Anschließend zog er sich in seinen Geburtsort zurück.
Naglers Hauptforschungsschwerpunkt war das Wesen und der Zweck der Strafe. Im Theorienstreit zwischen der Klassischen Strafrechtsschule seines Lehrers Binding und der soziologischen Strafrechtsschule Franz von Liszts neigte er eher der Position Bindings zu und erblickte den Zweck der Strafe im gerechten Ausgleich der Verletzung der Autorität des Gemeinwesens. Auch lag ein Hauptaugenmerk auf dem Jugendstrafrecht, dem er unter dem Gesichtspunkt der Verhütung von Straftaten zwei Monographien widmete. Zudem war er an der umfassenden Vergleichenden Darstellung des Deutschen und Ausländischen Strafrechts rechtsvergleichend beteiligt. In der 6. und 7. Auflage des Leipziger Kommentars stammt die Kommentierung der §§ 1 bis 152 StGB aus seiner Feder. Nagler war 1913 Mitbegründer der Fachzeitschrift „Der Rechtsgang“ und ab 1931 Mitherausgeber der Strafrechtszeitung „Der Gerichtssaal“. Er war Mitarbeiter der „Deutschen Rechtswissenschaft“ und der Zeitschrift der nationalsozialistischen Akademie für Deutsches Recht. Gemeinsam mit Friedrich Oetker und Hellmuth von Weber war Nagler 1933 Verfasser eines Gutachtens, das nach dem Reichstagsbrand die rückwirkende Wiedereinführung der Todesstrafe für schwere Brandstiftung in der Verordnung des Reichspräsidenten zum Schutz von Volk und Staat entgegen der herrschenden Meinung für verfassungsgemäß hielt.
Nagler war seit 1908 verheiratet mit Martha Lydia, geb. Peßler (1884–1963). Deren gemeinsames einziges, 1911 geborenes Kind Christoph-Wolfgang Nagler, ein promovierter Jurist, fiel 1942 in Russland.

## Schriften (Auswahl)
- Die Teilnahme am Sonderverbrechen. W. Engelmann, Leipzig 1903 (Habilitationsschrift).
- Verbrechensprophylaxe und Strafrecht. W. Engelmann, Leipzig 1911.
- Das Massenverbrechen. C.A. Wagner, Freiburg im Breisgau 1926.
- Das Erziehungsproblem im modernen Strafvollzug. Speyer & Kaerner, Freiburg im Breisgau 1926.
- Die Widersetzlichkeit gegen die ausländische Staatsgewalt. Marcus, Breslau 1931.